# Dendronephthya suensoni
Dendronephthya suensoni är en korallart som beskrevs av Holm 1895. Dendronephthya suensoni ingår i släktet Dendronephthya och familjen Nephtheidae. Inga underarter finns listade i Catalogue of Life.